# 台灣中油足球隊
台灣中油足球隊為台灣男子足球隊，曾參賽於全國足協杯及台灣企業甲級足球聯賽 ，於2022年解散。

## 球隊歷史
台灣中油在中國石油公司時期便於1970年創立男子足球隊，1981年時中油隊贏得全國足協杯男乙組冠軍，得以在翌年升上甲組。獲得甲組資格後，球隊內部並不熱衷參賽，在中華民國足球協會力邀下才同意出賽。中油足球隊原先透過「體育績優辦法」吸納了林進旺在內的國家隊選手，後來因人事凍結無法引進新血，日後即使中油隊於1990年代再有升上甲組的機會，考量到實力等因素，刻意在乙組賽事中只爭第三名，避免晉級，1999年後不再參與外界賽事。
一直到2019年，立法委員兼高雄市足球委員會主委的劉世芳四處奔走，且宣布台灣中油將要籌組足球隊的消息。2020年7月1日，台灣中油足球隊正式成軍，並參加台灣乙級足球聯賽。台灣中油在首屆企乙聯賽於倒數第二輪以積分37分提前奪冠，也確定2021年升級至企甲聯賽，下一周再以12比0勝過巴卡隆足球隊，全年獲得13勝1和共40分。
2021年台灣企業甲級足球聯賽中油以全年4勝2和共14分，排名第6名，躲過降級的命運。
2022年台灣企業甲級足球聯賽中油因為組織調整而未報名，係因中油成立至今仍然採用球員外包制度，為了避免未來升甲卡關和滿足亞洲足球聯盟俱樂部認證與中華民國《運動產業發展條例》第7條的需求，台灣中油成立台灣中油足球協會並在5月22日向內政部登錄，預計7月通過後會聘請專業經理人管理球隊，球隊因為組織調整預計將要從台乙資格賽挑戰起。之後，台灣中油於2023年8月轉以提撥「菁英運動發展獎助金」300萬元新台幣予國立高雄大學運動競技學系成立的高大國光隊，不再組隊。

## 台灣乙級聯賽球員名單[16]
更新日期 ：2021年4月11日 
- 總教練︰ 鐘劍武

註釋：國旗表示球員在國際足聯資格規則定義的國家隊。球員可能擁有一個以上非國際足聯國籍。
| 號碼 |              | 位置 | 球員                                       |
| ---- | ------------ | ---- | ------------------------------------------ |
| 0    | 哥伦比亚     | 前锋 | 毛一風（Cortes Mao）                       |
| 1    | 臺灣地區     | 门将 | 洪彥翔（Yen-Hsiang Hung, 1994 年10月4日）  |
| 2    | 臺灣地區     | 后卫 | 劉家暉（ 2002 年3月6日）                   |
| 3    | 大韩民国     | 后卫 | 宋漢基（ 1988 年8月7日）                   |
| 4    | 臺灣地區     | 后卫 | 洪子貴（ 1993 年6月1日）                   |
|      | 臺灣地區     | 中场 | 羅吉賢（ 1997 年6月1日）                   |
| 7    | 法國         | 中场 | Zacchary Meftah（ 1995 年4月27日）         |
| 8    | 臺灣地區     | 后卫 | 潘昱廷（Yu-Ting Pan, 1996 年6月21日）      |
| 9    | 乌兹别克斯坦 | 前锋 | Vladislav Nuriev（ 1996 年2月20日）        |
| 10   | 智利         | 中场 | Matías Felipe Godoy Del（ 1994 年8月17日） |
| 11   | 臺灣地區     | 前锋 | 鄭俊弦（Chun-Hsien Cheng, 1997 年9月25日） |
| 13   | 臺灣地區     | 后卫 | 楊智恆（Chih-Heng Yang, 1998 年3月18日）   |
| 14   | 臺灣地區     | 后卫 | 凌文瑞（Wen-Jui Ling, 1996 年9月9日）      |
| 15   | 臺灣地區     | 后卫 | 王冠儒（Kuan-Ju Wang, 1996 年1月20日）     |
| 16   | 臺灣地區     | 后卫 | 蕭丞宏（Cheng-Hung Hsiao, 1998 年6月16日） |
| 17   | 臺灣地區     | 中场 | 陳開文（Kai-Wen Chen, 1996 年11月5日）     |
| 18   | 臺灣地區     | 中场 | 曾中志（Chung-Chih Tseng, 2002 年2月27日） |

| 號碼 |          | 位置 | 球員                                      |
| ---- | -------- | ---- | ----------------------------------------- |
| 19   | 臺灣地區 | 中场 | 周承（Cheng Chou, 1996 年11月12日）       |
| 20   | 臺灣地區 | 后卫 | 顏廷邕（Ting-Yun Yen, 1995 年3月17日）    |
| 21   | 摩洛哥   | 中场 | Soufiane Khoulal（ 1995 年1月2日）        |
| 22   | 臺灣地區 | 中场 | 葉育宏（Yu-Hung Yeh, 1996 年9月16日）     |
| 23   | 臺灣地區 | 门将 | 潘思蔚（Si-Wei Pan, 1998 年4月11日）      |
| 24   | 臺灣地區 | 中场 | 周靖順（Ching-Shun Chou, 1996 年2月24日） |
| 25   | 美国     | 门将 | Stanley Robert Johanson（ 1999 年7月9日） |
| 26   | 臺灣地區 | 后卫 | 顏廷翰（ 1996 年4月19日）                 |
| 29   | 臺灣地區 | 中场 | 白郎其哲明（ 1998 年11月13日）            |
| 29   | 臺灣地區 | 前锋 | 翁偉賓 （ 1991 年11月23日）               |
| 30   | 巴西     | 门将 | Rafael Rocci de Souza（ 1987 年1月18日）  |
| 31   | 臺灣地區 | 门将 | 蔡碩哲 （Shuo-Che Tsai, 1996 年1月14日）  |
| 33   | 臺灣地區 | 后卫 | 陳家駿 （Shuo-Che Tsai, 1991 年10月13日） |
| 35   | 臺灣地區 | 门将 | 許哲森                                    |
| 36   | 臺灣地區 | 中场 | 元唯丞（ 2005 年10月28日）                |
| 37   | 冈比亚   | 中场 | Pa Baboucarr Jallow（ 1991 年2月2日）     |
| 80   | 臺灣地區 | 后卫 | 王雄楚（Hsiung-Chu Wang, 1997 年1月27日） |

## 球隊榮譽
| 榮譽                 | 次數        | 年度        |
| 國 內 聯 賽          | 國 內 聯 賽 | 國 內 聯 賽 |
| -------------------- | ----------- | ----------- |
| 台灣乙級足球聯賽冠軍 | 1           | 2020年      |
| 本 土 盃 賽          |             |             |
| 全國足協杯男乙組冠軍 | 1           | 1981年      |